# Sikstinska kapela
Sikstinska kapela (talijanski: Cappella Sistina) ili jednostavno Sikstina je u izvornom značenju papinska kućna kapela u sklopu Vatikanske palače u Rimu. Izgradio ju je arhitekt Giovani de' Dolci između 1475. i 1483. godine po nalogu Siksta IV. koji je zahtijevao da to zdanje bude svedeno na najbitniji arhitektonski oblik, zatvoreno i gotovo nepristupačno izvana, takoreći utvrđeno.
Drugo značenje je zbor od 32 pjevača crkve sv. Petra u Rimu (na talijanskom: Il Collegio dei Capelloni Cantori della Cappella Pontificia) koji pjeva pri papinom bogoslužju. Razvio se iz Schole cantorum pape Grgura Velikog u 6. stoljeću, a u današnjem ga je obliku uredio papa Siksto IV. (druga polovica 15. stoljeća). Naziv je dobio upravo po Sikstinskoj kapeli sagrađenoj za njegovog pontifikata.

## Slike Sikstinske kapele

### Freske na zidovima
Slikarske dekoracije započete 1481. godine su pretvorile tu strogu, gotovo oguljenu kapelu, u dragocjenu pinakoteku talijanskog renesansnog slikarstva 15. i 16. stoljeća. Već je sam papa Siksto IV. povjerio nekolicini najboljih slikara iz tog doba, kao što su bili Perugino, Botticelli, Ghirlandaio i Cosimo Roselli, izradu paralelnih prizora iz Starog i Novog zavjeta koji se sučeljavaju na središnjem pojasu dvaju zidova. Te prve freske paralelno na bočnim zidovima predstavljaju Mojsijev život s jedne strane i Kristov život s druge. 
Gotovo svaka četvorina može se povezati s paralelnom na drugoj strani. Veoma ih je zanimljivo uspoređivati gledajući naizmjenično na jednu i drugu stranu.
Tako Mojsijevu putu u Egipat, koji se pripisuje Pinturicchiju, na suprotnoj strani odgovara Isusovo krštenje koje je jamačno naslikao Pinturicchio. Pored klasičnih kršćanskih simbola u pozadini, u dolini su vidljivi rimski spomenici.
Slijede Botticellijevi radovi: u starozavjetnom nizu slijeva Mojsije s Jetrovim kćerima, a u evanđeoskome zdesna Bičevanje Isusa i Ozdravljenje gubavca.
Na redu su Prijelaz kroz Crveno More, rad Cosima Rosselija koji alegorijski veliča veliku pobjedu papinskih trupa Siksta IV. Protiv Napolitanaca u Campomarteu (1482.) na strani posvećenoj Starom zavjetu, a nasuprot Poziv prvim apostolima, rad Michelangelovog učitelja Ghirlandaija.
Potom Rosselijeva Predaja ploča Saveza, koje je Mojsije slomio vidjevši da izraelski narod obigrava oko zlatnog teleta obožavajući ga, s jedne strane, a Govor na gori s druge strane.
Na redu je opet Botticelli s biblijskim događajem: Korah, Datan i Abiram, a nasuprot je Rafaelov učitelj Perugino naslikao Predaju ključeva sv. Petru.
Krajnja bočna freska slijeva prikazuje Mojsijev blagoslov i smrt, rad Luce Signorellija, dok je zdesna Cosimo Roselli ostvario jedno od svojih najuspješnijih djela, Posljednju večeru.
Ta dva niza fresaka završavaju ondje gdje bi teoretski bila ulazna vrata, nasuprot glavnom oltaru. Tu je Signorelli za starozavjetni niz naslikao Prepirku oko Mojsijeva tijela. Zadnji događaj iz Evanđelja je Kristovo uskrsnuće koje je izvorno naslikao Ghirlandaio. Te dvije freske su nažalost, uništene urušavanjem zida 1522. Kad je zid obnovljen te su freske ponovo naslikali dva skromna predstavnika Manirizma: Hendrik van der Boek i Matteo da Lecce.
Kantorija i balustrada dragocjeni su radovi koje su izradili majstori Mino da Fiesole i Ivan Duknović.

### Svod Sikstinske kapele
Julije II., uvijek željan novih pothvata, naručio je 1508. od mladog Michelangela da oslika svod Sikstinske kapele. Taj golem rad ostvaren na podlozi izvorno obojenoj u plavo sa zlatnim zvijezdama započet je u svibnju 1508., a dovršen na Dan mrtvih 1512., dvadeset i tri godine prije nego što je počeo slikati Posljednji sud.
Objektivne poteškoće zbog prostranosti (površini od gotovo 800 m²) i ogoljenosti svodne površine Michelangelo je briljantno svladao izumom koji otkriva svu složenost njegovog genija. On je iznad zbiljskih arhitektonskih elemenata postavio oslikanu arhitektonsku strukturu koja je, zapanjujućčim trodimenzionalnim efektima, smjestio različite figurativne teme.
Rad na oslikavanju svoda otkriva da je pored slikarstva i kiparstva Michelangelo bio i revolucionarni arhitekt. Proroci, sibile i svi drugi likovi predstavljaju ostvarenja velikog umjetnika koji je znao na izvanredan način spojiti slikarstvo, kiparstvo i arhitekturu, iskoristivši posebno poimanje svoda za dinamično uklapanje impozantnih likova u prizore.
U složenu kompoziciju uklopio je niz od devet četvorina s Pričama o postanku koje se nižu kronološkim redom, od glavnog oltara prema zidu glavnog ulaza. Devet različitih četvorina prikazuju ove motive:
1. Razdvajanje svjetla od tame.
2. Stvaranje Sunca i Mjeseca.
3. Stvaranje stabala i biljaka.
4. Stvaranje čovjeka – ova slika je središnji prizor ciklusa i položajem i sa slikarskog stajališta. Dovoljna bi bila samo ta freska da učini ovog autora besmrtnim. Umjetnik izražava uzvišen čin stvaranje jednostavnim dodirom vrškova prstiju kroz koje kao da prolazi pravi i istinski naboj životne snage od Stvoritelja Adamu.
5. Stvaranje Eve.
6. Istočni grijeh – prizor podijeljen na dva dijela stablom oko kojega se omata zmija s poprsjem žene, koja okrenuta ulijevo poziva Adama i Evu da ubreu zabranjeno voće. Zdesna je prikazana, u uzročno-posljedničnom odnosu, drama izgona iz Raja.
7. Noina žrtva – Prizor kojim se slavi zahvalnost nakon katastrofe kronološki je trebala stajati iza sljedeće četvorine.
8. Opći potop je koralna slika pretrpana likovima i događajima.
9. Noino pijanstvo – freska koja notom gorkog pesimizma o bijedi ljudske naravi zaključuje snažan ciklus na svodu.

Proroci i Sibile u trokutnim prostorima gdje se svod zakrivljuje najveći su likovi tog monumentalnog djela. Svi su u sjedećem položaju okruženi anđelima i anđelčićima. Prikazani su: Jona, Libijska sibila, Daniel, Kumanska sibila, Izaija, Delfijska sibila, Zaharije, Joel, Eritrejska sibila, Ezekiel, Perzijska sibila i Jeremija.
Središnje četvorine svoda međusobno su odijeljene poznatim michelangelovskim golim likovima. U lunetama iznad prozora i trokutastim pandantivima prikazani su Kristovi preci, a u četirima kutnim pandantivima naslikani su starozavjetni prizori, neobično dramatični, vezani uz spasenje Izraelskog naroda.
Sa strana glavnog oltara slijeva vidimo Amanovo kažnjavanje, zdesna Brončanu zmiju, a na suprotnom zidu David i Golijat slijeva a Judita i Holoferno zdesna.

### Oltarna freska Posljednjeg suda
Otkako je Michelangelo započeo ukrašavati svod pa sve do ostvarenja Posljednjeg suda na zidu glavnog oltara prošle su dobre 23 godine, razdoblje u kojemu je luteranska reforma preobrazila kršćanski svijet a Rim pretrpio najstrašnije pljačkaško haranje u svojoj povijesti.
Posljednji sud na zapadnom zidu, iza oltara, je jedinstveno, veličanstveno i neponovljivo djelo, što nas osvaja i dominira sjajnom odvažnošću stvaratelja koji je tu prenio svu svoju snagu. Mjesto gdje se sažima Božanstvena komedija i gdje pitoreskno eksplodira "Dies irae", Michelangelo je započeo 1535., na zahtjev pape Pavla III., a završio 1541.
Tristo likova ispunjaju nacrt zapanjujuće dosljednosti i jasnoće, gdje je prostor organiziran kao istinska arhitektura likova. Veličanstvenim prizorom dominira lik Krista, neumoljiva Sunca, uzdignute desnice, u znak osude. Bogorodica uz njegov bok predstavlja uvijek živu vezu između Krista i čovječanstva. Ostali likovi suda su proroci, apostoli i mučenici. (Michelangela je zanimalo sve što je neobično ili "drukčije", pa je svoj iskrivljen i izobličen autoportret naslikao skriven u oguljenoj koži što je mučenik, sv. Bartolomej drži u ruci.) Zdesna Mojsiju su izabrani, slijeva osuđeni. Na nebu su, u lunetama, svrstani anđeli s predmetima kojima je mučen Krist. U dnu lijevo je prizor uskrsnuća mrtvih: grupa anđela u sredini, noseći sudnju knjigu, pušu u trublje, dok iz otkrivenih grobova ustaju mrtvi da bi se okupili u Jošafatskoj dolini. I dok se dobri uzdižu u Nebo praćeni nemoćnim bijesom demona, zli su survani u bezdan, gdje ih čeka Haron s lađom i Minos, pakleni sudac. 
Na ženske crte Posljednjeg suda morao je utjecati lik predivne pjesnikinje Vittorije Colonne, prema kojoj je Michelangelo gajio strastvene osjećaje.
Odmah nakon dovršenja počeli su manje slobodoumni pape zahtijevati da se "najsramotnija" i "najstidnija" mjesta na fresci preslika tkaninama, pa su duhoviti Talijani slikare koji su to radili, poput Daniel de Volterra, nazvali braghettone (slikar gaća, gaćar). Zanimljivo je, da se ni u 20. stoljeću, pri restauraciji fresaka, ipak nisu usudili skinuti sve "krpice" sa "stidnih mjesta".

## Uporaba
Sikstinksa kapela, neprekidno pretrpana posjetiteljima, zatvara se za posjete kada se održava konklava, sazvana nakon papine smrti ili ostavke radi izbora njegova nasljednika. Sikstinska kapela postala je sjedište konklava odmah nakon njezina završetka, potkraj 15. stoljeća, zahvaljujući i svojoj kompaktnoj i utvrđenoj arhitekturi koja je učinila osobito pogodnom za tajnovitost te izborne skupštine. Posljednjih stoljeća konklavi su se održavali i u Kvirinalskoj palači (papinskoj rezidenciji od 16. do 19. stoljeća). Pošto su talijanske trupe zauzele Rim 1870., a pape se dragovoljno zatočile u Vatikanu, Sikstinska kapela je ponovno postala isključivo mjesto izbora papa.
Po posebnoj tradiciji rezultat svakog glasovanja u konklavi objavljuje se vanjskom svijetu dimom, nastalim spaljivanjem listića kojima se biralo. Ako papa nije izabran, dim iz dimnjaka Kapele je crn, zahvaljujući dodatku posebnih tvari. Na kraju, kada izaberu papu, spaljuju se samo glasački listići koji daju bijeli dim.
Ne treba zaboraviti da je Sikstinska kapela od samog početka bila središte duhovne glazbe. Veliki skladatelj Giovanni Pierluigi da Palestrina, u 16. stoljeću jedan od utemeljitelja komorne glazbe, bio je dirigent Papinske kapele.

## Restauracija i kontroverze
Godine 1980. započeti su golemi restauratorski zahvati na svodnim freskama i Posljednjem sudu koji su trajali 14 godina pobudivši veliku pozornost u cijelom svijetu.
Temeljitim čišćenjem, odnosno otapanjem debelog sloja prašine i čađi koji su se stoljećima taložili na slikama, kao i otklanjanjem posljedica nevještog restauriranja životinjskim ljepilima u 18. stoljeću, izašle su na vidjelo žarke boje, djelomice neočekivano, što je navelo neke znanstvenike da preispitaju teoriju o prevlasti crteža nad kromatizmom u Michelangelovom slikarskom izrazu. Tako drastičan povrat u prijašnje stanje izazvao je žive rasprave među jednima koji smatraju da svaki restauratorski zahvat mora voditi računa o "četvrtoj dimenziji", odnosno vremenu, tako da se vidno očuva njegova patina, i drugima koji pretežno uzimaju u obzir zahtjev da se umjetničko djelo filološki rekonstruira u svoju izvornu zbilju, kada je to moguće.

## Poveznice
- Vatikanski muzeji
- Rafaelove sobe
- Visoka renesansa

## Vanjske poveznice
- Vatikanski muzeji Online: Sikstinska kapela detaljan virtualni obilazak fresaka i slika.

- Sikstinska kapela - virtualna šetnja (Flash)